# دون ديكون
دون ديكون هو لاعب هوكي الجليد كندي، ولد في 2 يونيو 1913 في ريجاينا في كندا، وتوفي في 1 أغسطس 1943 في فانكوفر في كندا.

## وصلات خارجية
- دون ديكون على موقع دوري الهوكي الوطني (الإنجليزية)
- دون ديكون على موقع قاعة مشاهير الهوكي (لاعب أن.إتش.أل) (الإنجليزية)
- دون ديكون على موقع EliteProspects.com (الإنجليزية)
- دون ديكون على موقع HockeyDB.com (الإنجليزية)
- دون ديكون على موقع Hockey-Reference.com (الإنجليزية)